# Wiedergutmachung

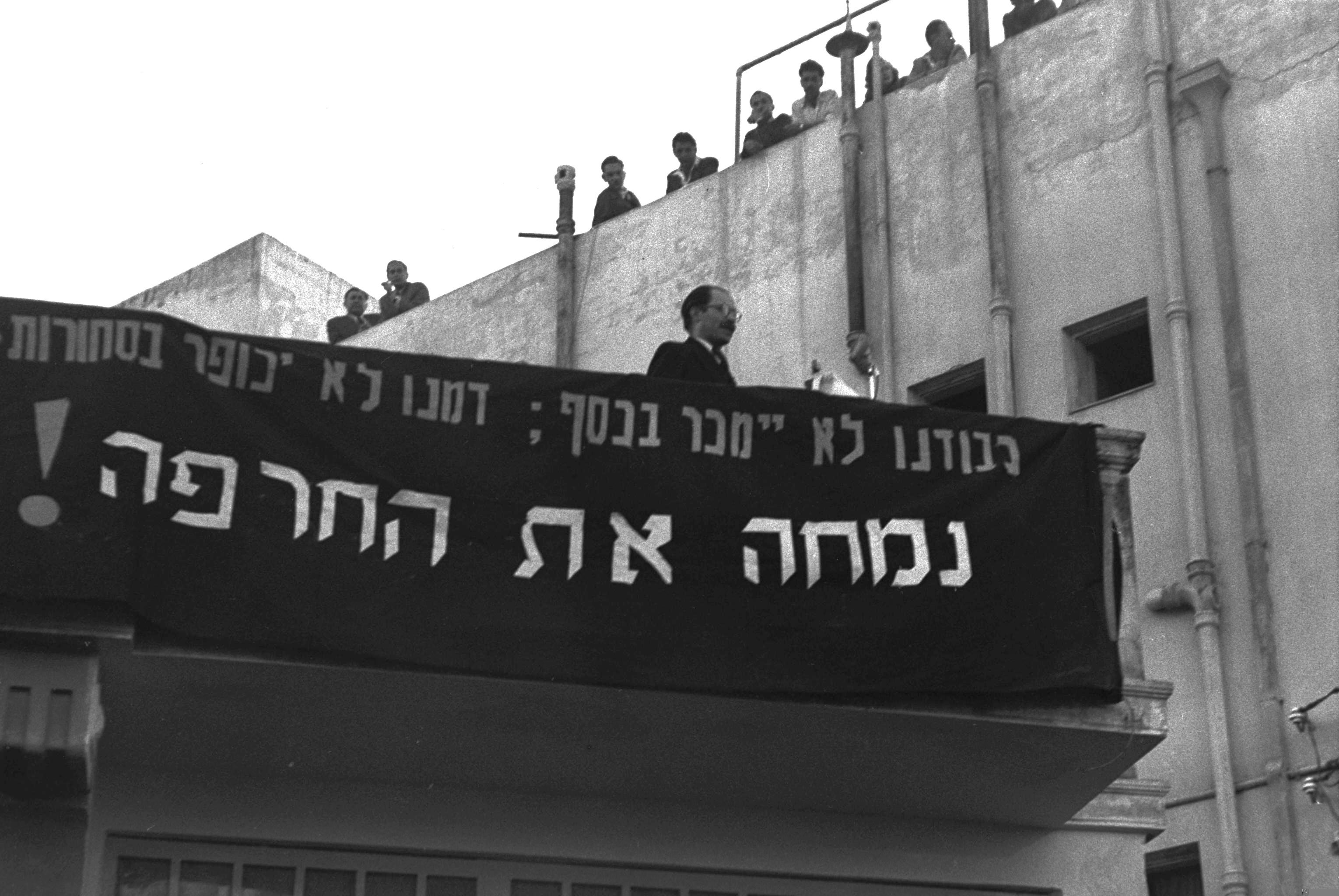
Manifestation de 1952 en Israël contre tout accord avec l'Allemagne avec sur scène Menahem Begin. Le panneau indique : Notre honneur ne sera pas vendu pour de l'argent ; notre sang ne sera pas expié par des biens. Nous effacerons la honte !.

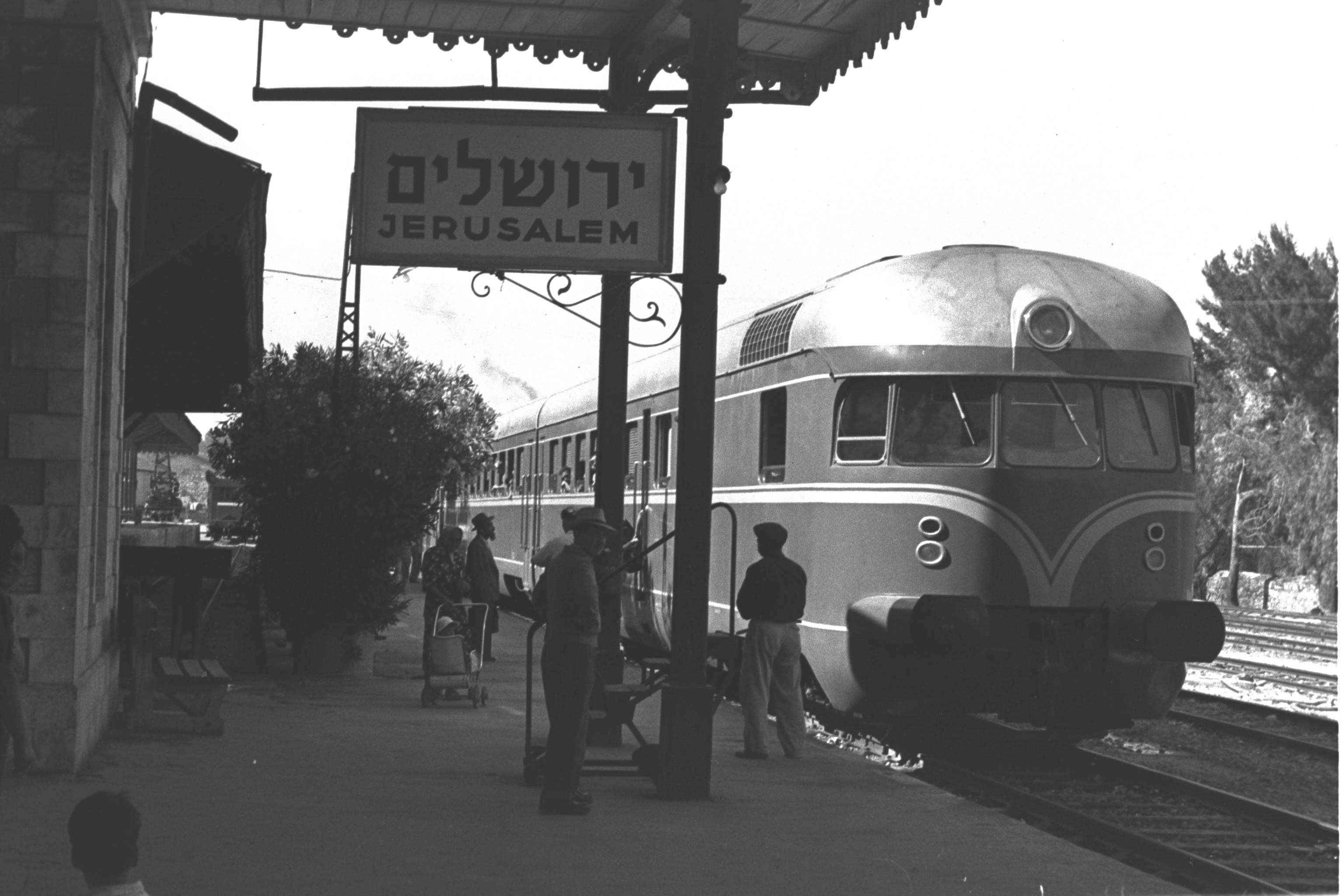
Autorail de Jérusalem fabriqué par Maschinenfabrik Esslingen, dans le cadre de l'accord de réparation avec l'Allemagne.

Le mot allemand Wiedergutmachung (API :/viːdɐˈɡuːtˌmaxʊŋ/, ? Écouter [Fiche]) fait référence après la Seconde Guerre mondiale à l'Accord de réparations entre l'Allemagne fédérale et Israël (1952), stipulant que le gouvernement fédéral de l'Allemagne de l'Ouest acceptait de payer à partir de 1953 des dédommagements à Israël, aux survivants directs de la Shoah et à ceux qui avait été contraints de travailler dans des camps de travaux forcés ou été victimes des nazis. La somme s'élèverait, au fil des ans, à plus de 100 milliards de Deutsche Mark. 

## Signification et mise en œuvre
Le nom Wiedergutmachung est le terme général pour « restitution » ou « réparation ». Le nom est composé de wieder (« encore »), gut (« bon » ou « bien »), et machung, un nom verbal de machen (« faire »). Le verbe wiedergutmachen signifie littéralement « réparer » ou compenser. Wiedergutmachungsgeld signifie « argent Wiedergutmachung ».
En Allemagne de l'Est, la Wiedergutmachung était principalement dirigé vers la Pologne et l'ex-URSS.
L'office fédéral allemand actuellement chargé de cette question est le Bundesamt für zentrale Dienste und offene Vermögensfragen (BADV) (Office fédéral des services centraux et des questions immobilières non résolues). Il applique les « lois fédérales sur l'indemnisation », ayant repris les responsabilités du Verwaltungsamt für innere Restitutionen, qui stipule dans sa charte :

« Les personnes qui ont été persécutées pour des raisons politiques, raciales, religieuses ou idéologiques par le régime allemand en temps de guerre sont éligibles à l'argent du gouvernement allemand en vertu de la loi fédérale d'indemnisation (BEG) de 1953 et 1956. Cela inclut les Juifs internés dans des camps ou des ghettos, obligés de porter l'insigne étoilé, ou qui ont vécu cachés. »

Seules les personnes directement victimes sont éligibles à la Wiedergutmachung, et non, par exemple, les descendants nés après la guerre ou les petits-enfants. Les statistiques concernant les paiements Wiedergutmachung ont été publiées par le BEG jusqu'au milieu des années 1980, mais n'ont pas été rendues publiques depuis. Au milieu des années 1980, plus de quatre millions de réclamations avaient été déposées et payées. Environ 40 % des demandes provenaient d'Israël, où vivent de nombreux survivants de l'Holocauste, 20 % d'Allemagne et 40 % d'autres pays.
Le processus en Allemagne était souvent extrêmement difficile. Selon un rapport commandé par le gouvernement allemand sur le « sort des drapiers juifs sous la dictature nazie » : « Pour ceux qui postulaient, les termes « compensation » et les « réparations » signifiaient souvent un combat acharné qui durait parfois des décennies et des générations, et dont l'issue était incertaine. La restitution des avoirs confisqués illégalement pendant cette période n'est toujours pas totalement achevée.
Une compensation inhabituelle fut remise à la république d'Irlande, un pays neutre, pour des bombardements subis en 1941.
Le 3 décembre 1998, l'Allemagne est signataire de la « Conférence de Washington sur les œuvres d'art volées par les nazis ». L'adhésion à ces principes est strictement volontaire et non une obligation légale. Les Principes de Washington ne couvrent que les objets en possession d'institutions publiques, et non les objets en possession de particuliers. L'Allemagne n'a pas de loi en vigueur qui oblige activement les institutions à faire rechercher dans leurs biens les biens pillés par les nazis, contrairement à la loi de restitution de 1998 en Autriche.
Contrairement aux procès de Nuremberg au cours desquels Fritz Sauckel a été condamné à mort pour son organisation du travail forcé de masse, la Wiedergutmachung visait à indemniser les « victimes de la persécution nazie » tout en présentant le travail forcé de masse comme une économie normale de la guerre plutôt que comme un crime.